# 飛行俱樂部系列
飞行俱乐部是飞行模拟游戏系列，首作《飞行俱乐部》于1990年在超级任天堂平台发行，最新作为2011年的《飞行俱乐部 度假胜地》。此为任天堂的系列之一，已经登陆过超级任天堂、任天堂64和任天堂3DS。
系列由宫本茂创作，以其革命性3D玩法而知名。开发商包括任天堂情报开发本部、Paradigm Simulation和Monster Games，并皆由任天堂发行。

## 游戏
- 飞行俱乐部（1990，超级任天堂）
- 飛行俱樂部64（1996，任天堂64）
- 飞行俱乐部 度假胜地（2011，任天堂3DS）